# Funiculaire de Morlaix
Le funiculaire de Morlaix est un projet de funiculaire qui vit le jour en 1901, et fut abandonné avant la fin des travaux en 1933. Il était situé près du viaduc de Morlaix.

## Situation
La ville de Morlaix est principalement située dans une vallée assez profonde. La gare de la ligne de Paris-Montparnasse à Brest gérée par la compagnie des chemins de fer de l'Ouest est située sur les hauteurs et emprunte le viaduc. La ligne du Réseau breton Morlaix - Carhaix arrive également par ce viaduc. Ainsi, pour accéder du centre ville à la gare, les habitants doivent monter des escaliers.

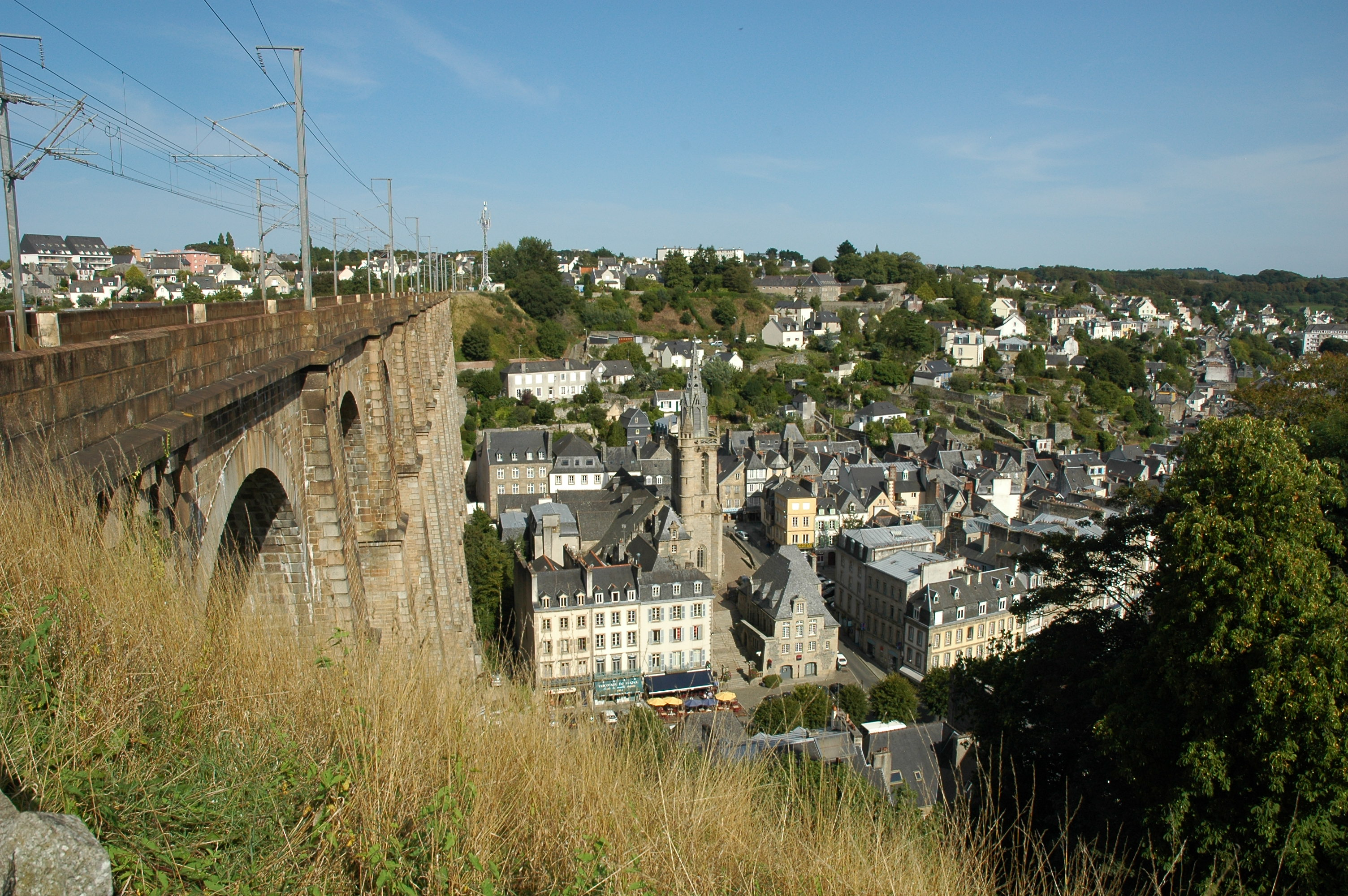
Morlaix vue du haut du viaduc.

## Histoire
En 1901, un premier projet de funiculaire voit le jour. Il s'agirait d'une voie aérienne posée en majeure partie sur un viaduc en béton armé. La traction serait effectuée par un moteur à gaz pauvre d'une force de 105 CV. Il est prévu de le construire le long du viaduc sur des terrains appartenant à la Compagnie de l'Ouest. La construction du funiculaire est autorisée par le ministre des Travaux publics en décembre 1902. La « Société nouvelle d'étude du Funiculaire » est créée le 13 janvier 1903. Elle propose un nouveau projet empruntant une voie souterraine avec une gare de croisement. La force de traction sera fournie par l'eau.
Le journal L'Éclaireur du 21 novembre 1903 donne les informations suivantes : « Les deux gares, dont la différence d'altitude est de 59,93 m, seront reliées par une ligne mesurant sur les rails une longueur de 188 mètres. Elle courra pendant 152 mètres dans un tunnel parallèle au viaduc et aboutira à la gare en une pente rectiligne de 341 mm par mètre. Le trajet durera deux minutes. Le service, d'après le premier plan établi, sera d'environ 100 trains par jour, c'est-à-dire qu'il y aura un départ toutes les cinq minutes à peu près. ».

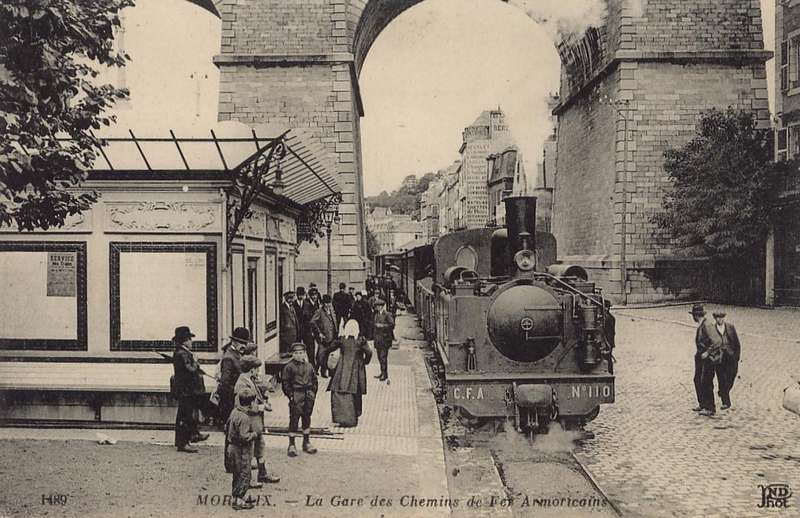
Gare Morlaix-Funiculaire des Chemins de Fer Armoricains

C'est le 14 février 1905 que la société anonyme « Société du Funiculaire » est constituée. L'enquête d'utilité publique étant favorable, les travaux commencent le 10 mai 1905. Il s'agit dans un premier temps de forer un tunnel de 4m² de section qui servira de guide pour le percement définitif. Cette première galerie est achevée le 4 janvier 1906. Toutefois devant les difficultés rencontrées au percement de celle-ci et l'impossibilité d'obtenir un accord financier avec la société du Funiculaire, l'entrepreneur décide d'arrêter le chantier en février. Il faut attendre le 8 mai 1906 pour que les travaux reprennent avec un nouvel entrepreneur. Le 1er mai 1908, la voûte est enfin achevée.
En octobre 1908 la Société n'a plus d'argent, une nouvelle émission d'obligation est lancée. Toutefois ils ne réussissent pas à soulever les fonds nécessaires. En décembre 1909, ils se tournent donc vers les concessionnaires de la ligne Morlaix - Plestin-les-Grèves. Cependant, aucun accord n'est trouvé et la polémique sur le funiculaire augmente. En 1913, le Réseau de l'État souhaite négocier avec la société la reprise du funiculaire mais devant la dépense par rapport au bénéfice annoncé, elle retire sa demande. La Chambre de Commerce décide à son tour de reprendre l'affaire mais la Première Guerre mondiale éclate avant l'aboutissement des négociations.
En 1920, les négociations de la chambre de commerce reprennent. Cette dernière est prête à racheter la Société du Funiculaire, le tunnel, l'immeuble de la société et achever le tunnel. L'exploitation serait assurée par le réseau de l'État. Toutefois ce réseau n'est plus intéressé. D'autres négociations suivent mais restent vaines. La liquidation de la société est effective le 4 décembre 1933.
En 2025, le tunnel du funiculaire sera ouvert au public à l'occasion d'exposition d'œuvre d'art. L'accès se fera sur réservation.
La gare départementale située au pied du viaduc, et donc du projet de funiculaire, porta le nom de « Morlaix-Funiculaire ».